# Degerfors metodistkyrka
Degerfors metodistkyrka, även Degerfors gamla missionskyrka, är en metodistkyrkobyggnad, uppförd 1898, som tillhörde Degerfors metodistförsamling. Kyrkan ligger i stadsdelen Kanada i Degerfors, Värmland. Den är byggd av sten i götisk stil, invigdes i november 1898 under K. A. Janssons predikan och antogs rymma 400 sittplatser.

## Galleri

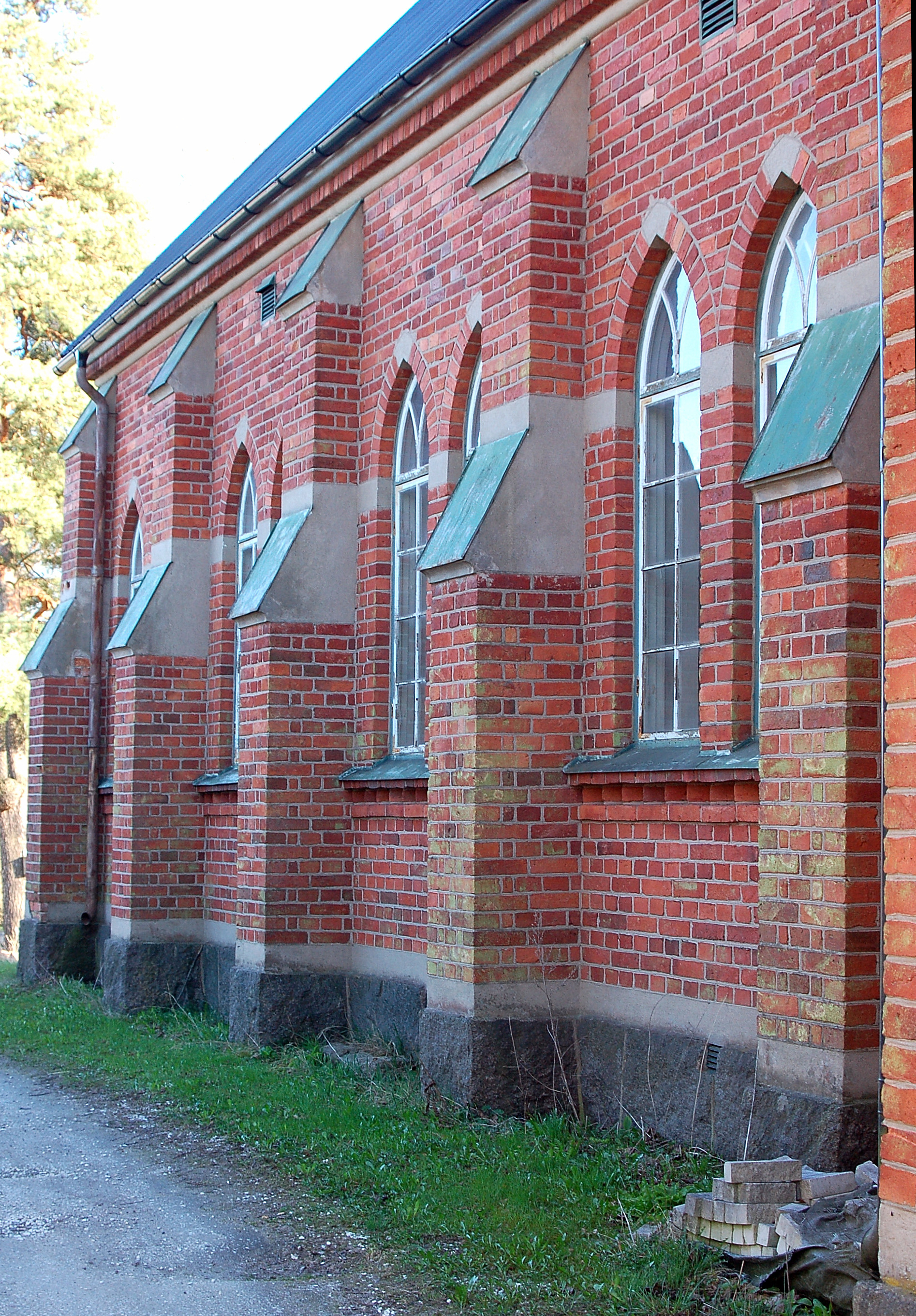
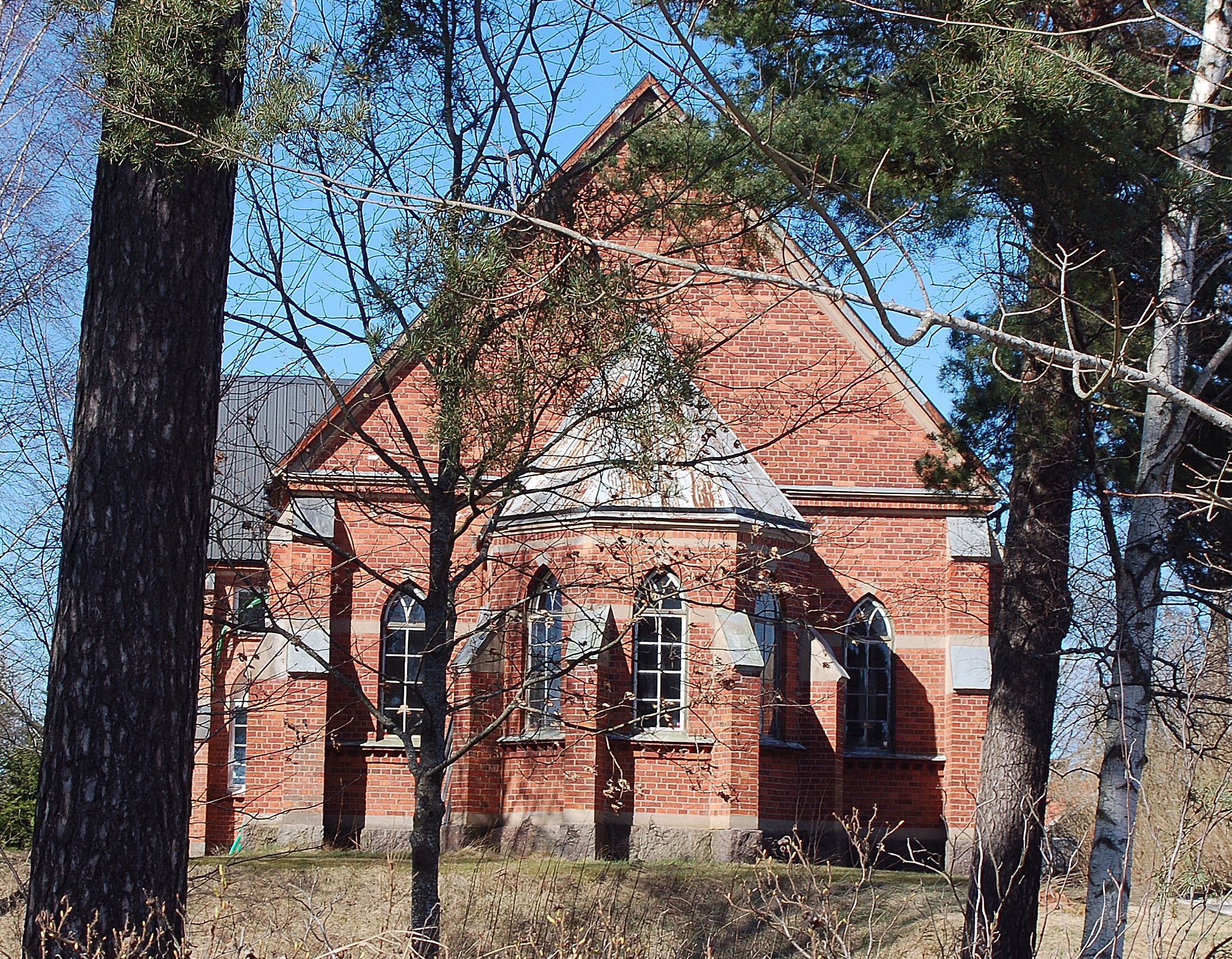